# 岩原豐子
岩原豊子（1945年5月11日—）是一名日本前排球运动员。她在1968年夏季奥林匹克运动会中，参加了女子排球比赛并获得银牌。她也参加了1970年亚洲运动会。